# Muhammad Kanú
Muhammad Ibrahim Abdullah Kanú (* 22. září 1994) je saúdskoarabský fotbalista, který hraje jako záložník za Al Hilal a saúdskoarabskou reprezentaci.

## Klubová kariéra

### Al Ettifaq
Hrál za Al Ettifaq, v roce 2017 přestoupil do Al Hilalu.

### Al Hilal
Dne 3. července 2017 podepsal pětiletou smlouvu s Al Hilalem.

## Reprezentační kariéra
V květnu 2018 byl jmenován do předběžné nominace Saúdské Arábie pro Mistrovství světa ve fotbale 2018 v Rusku.
Na Mistrovství světa ve fotbale 2022 nastoupil ve všech třech zápasech skupinové fáze. Přestože v prvním zápase Saúdská Arábie porazila pozdějšího vítěze, Argentinu, skončila ve své skupině čtvrtá a nepostoupila do vyřazovací fáze.

## Úspěchy

### Klubové
Al Ettifaq
- Saudi First Division: 2015/16

Al Hilal
- Saudi Pro League: 2017/18, 2019/20, 2020/21, 2021/22, 2023/24
- Saúdský pohár: 2019/20, 2022/23, 2023/24
- Saúdský superpohár: 2018, 2021, 2023, 2024
- Liga mistrů AFC: 2019, 2021